# Anne Hathaway (Shakespeare)

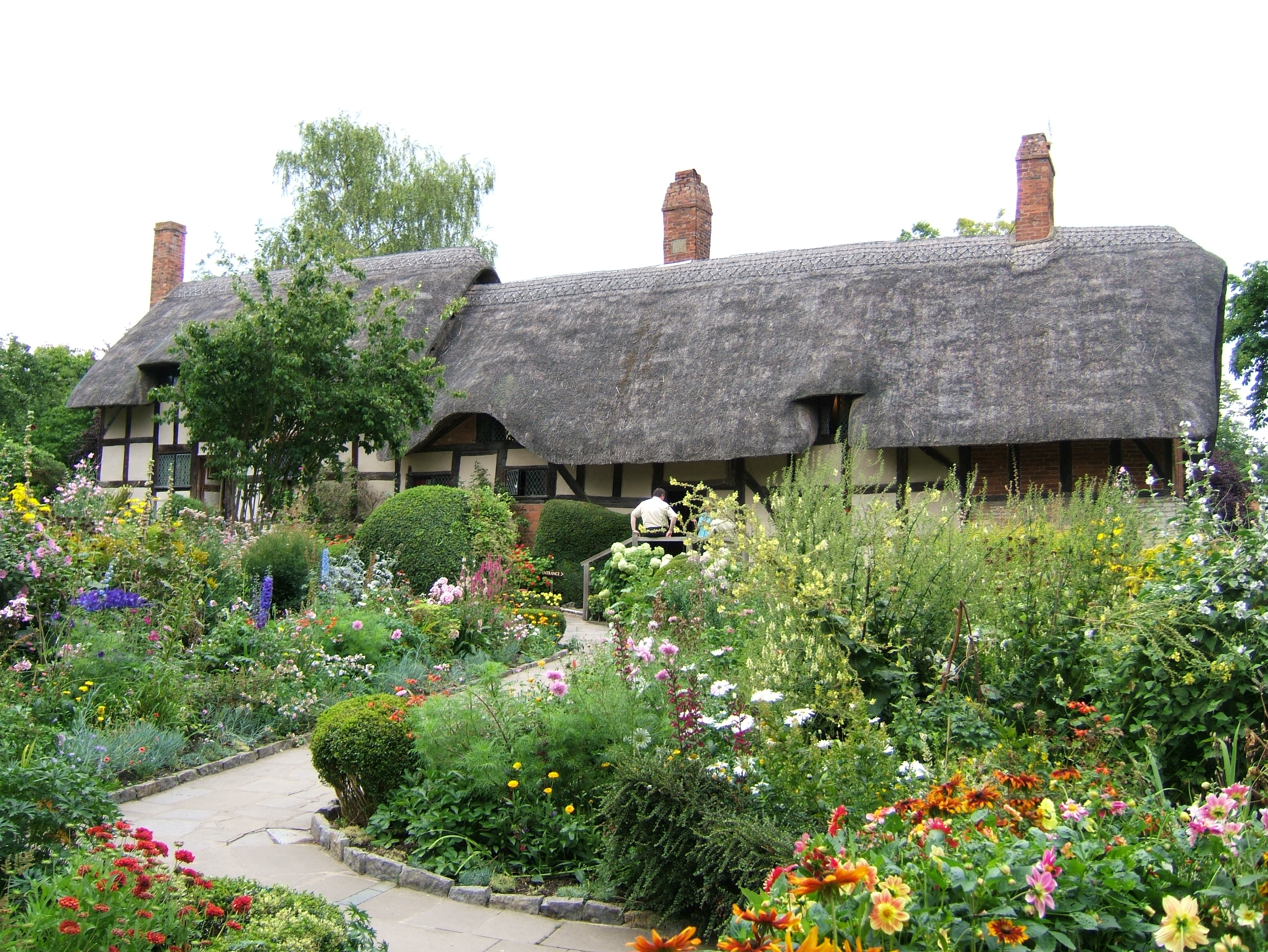
Anne Hathaway's Cottage

Anne Hathaway (Shottery, 1555 of 1556 — Stratford-upon-Avon, 6 augustus 1623) was de vrouw van William Shakespeare. Zij huwde met hem in 1582. Hoewel ze ouder was, overleefde zij haar echtgenoot en stierf zeven jaar na hem. Behalve enkele vermeldingen in wettelijke documenten is er weinig over haar te vinden.
Anne Hathaway zou zijn opgegroeid in Shottery, een klein dorpje net ten westen van Stratford-upon-Avon. De boerderij van de familie Hathaway in Shottery is nu een toeristische attractie. Haar vader, Richard Hathaway, was een 'Yeoman boer' (eigenerfde). Hij stierf in september 1581 en liet Anne de som van £ 6 13s 4d (zes pond, dertien shillings en vier stuivers) na, uit te keren "op de dag van haar huwelijk".
Hathaway trouwde met Shakespeare in november 1582 toen ze al zwanger was van Susanna, haar eerste kind. Zes maanden later beviel ze. Hathaway was bij haar huwelijk zesentwintig jaar of ouder, Shakespeare was achttien. Dit verschil in leeftijd, samen met de voorhuwelijkse zwangerschap van Hathaway is volgens sommige historici een bewijs dat het een "moetje" was, afgedwongen door de familie Hathaway. Er is echter geen bewijs voor deze conclusie. Het paar kreeg drie kinderen. Twee jaar na de geboorte van Susanna, in 1585, beviel Anne van een tweeling: Hamnet en Judith Shakespeare. Hamnet overleed op 11-jarige leeftijd. De oorzaak is onbekend, al is het waarschijnlijk dat hij bezweek aan de pest. Susanna zou 65 jaar en Judith 61 jaar zijn geworden. Toen ze stierf werd Anne Hathaway naast haar echtgenoot begraven in Holy Trinity Church.